# Boaco (departement)
Boaco is een departement van Nicaragua, gelegen in het midden van het land. De hoofdstad is de gelijknamige stad Boaco.
Het departement werd in 1938 gesticht als afgesplitsing van Chontales. Het departement heeft een korte kustlijn met het Meer van Nicaragua.
Het departement bestrijkt een oppervlakte van 4177 km² en heeft 183.736 inwoners (2019).

## Gemeenten
Het departement is ingedeeld in zes gemeenten:
- Boaco
- Camoapa
- San José de los Remates
- San Lorenzo
- Santa Lucía
- Teustepe

Boaco · Carazo · Chinandega · Chontales · Estelí · Granada · Jinotega · León · Madriz · Managua · Masaya · Matagalpa · Nueva Segovia · Rivas · Río San Juan
Autonome regio's: Región Autónoma de la Costa Caribe Norte · Región Autónoma de la Costa Caribe Sur